# Svinjarica
Svinjarica (cyr. Свињарица) – wieś w Serbii, w okręgu jablanickim, w gminie Lebane. W 2011 roku liczyła 111 mieszkańców.